# کوه کرلینگ
کوه کرلینگ (به لاتین: Kerling) یک کوه است که در ایسلند واقع شده‌است. کوه کرلینگ ۱٬۵۳۸ متر بالاتر از سطح دریا واقع شده‌است.